# Полковое (Тамбовская область)
Полковое — село в Тамбовском районе Тамбовской области России. Входит в состав Донского сельсовета.

## География
Село находится в центральной части Тамбовской области, в лесостепной зоне, при автодороге Р208 (северный обход Тамбова), на расстоянии примерно 2 километров (по прямой) к северу от города Тамбова, административного центра области и района. Абсолютная высота — 151 метр над уровнем моря.

### Климат
Климат умеренно континентальный, относительно сухой, с холодной продолжительной зимой и тёплым летом. Средняя температура воздуха самого холодного месяца (января) — −11,3 °C; самого тёплого месяца (июля) — 20,4 °C. Безморозный период длится 142—147 дней. Среднегодовое количество атмосферных осадков составляет 510 мм, из которых 292 мм выпадает в период с апреля по октябрь. Продолжительность залегания снежного покрова составляет в среднем 134 дня.

### Часовой пояс
Село Полковое, как и вся Тамбовская область, находится в часовой зоне МСК (московское время). Смещение применяемого времени относительно UTC составляет +3:00.

## История
Село основано в 1835 году. Сюда переселились 148 казачьих семей, которых ранее проживали в Полковой казачьей слободе города Тамбова, основанной в 1636 году. В числе переселившихся были: Дмитрий Лесков, Савелий Безперстов, Степан Брагин, Николай Козырев, Григорий Шибанов и другие.

Вот как описывается село по епархиальным сведениям в 1911 году:
Полковая слобода (Полковые выселки). Церковь деревянная, тёплая (перенесённая старая Архангельская из г. Тамбова) и построена в 1853 году на средства прихожан. Престол один св. Михаила Архангела (8 ноября).
Дворов 430, д. м. п. 1223, ж. п., 1296, великороссы, имеют земли от 2 дес. на душу во всех 3-х полях. 
В приходе 4 д. м.п. баптистов, появившихся 2 года тому назад.
Школа церковно-приходская. Опись церковного имущества имеется. Метрические книги с 1853 года.
Штат: священник, диакон и псаломщик. У причта земли 32 дес. полевой земли и 1,5 дес. усадебной, полевая земля удобная, от церкви в 4 вер. в одном месте. Общая доходность причтовой земли 250 р. в год. Братский годовой доход 700 р. Причтового капитала 1220 р.. Дома у причта собственные.
Приход от ст. "Тамбов" в 10 вер., от больницы и волости Горельской в 14 вер., от благочинного в 20 вер.

Адрес для корреспонденции: Тамбов, Полковая слобода. Земский начальник 10 уч., пристав 2 стана Тамбовского уезда.
Упоминается в Энциклопедическом словаре Брокгауза и Ефрона 
Полковая Слобода — с. Тамбовской губ. и у. Жит. 3476; 2 школы.

## Население
| 2010 |
| ---- |
| 20   |

### Половой состав
По данным Всероссийской переписи населения 2010 года в гендерной структуре населения мужчины составляли 50 %, женщины — соответственно также 50 %.

### Национальный состав
Согласно результатам переписи 2002 года, в национальной структуре населения русские составляли 100 % из 34 чел.